# Microlicia reichardtiana
Microlicia reichardtiana är en tvåhjärtbladig växtart som beskrevs av Célestin Alfred Cogniaux. Microlicia reichardtiana ingår i släktet Microlicia och familjen Melastomataceae. Inga underarter finns listade i Catalogue of Life.